# Велика награда Мајамија 2022.
Велика награда Мајамија 2022. (званично позната као енгл. Formula 1 Crypto.com Miami Grand Prix 2022) је била трка Формуле 1 која је одржана 8. маја 2022. на Међународном аутодрому Мајамија у Мајами Гарденсу, Флорида, Сједињене Америчке Државе. Било је то прво издање Велике награде Мајамија и пета трка светског шампионата Формуле 1 2022.
Трку је победио Макс Верстапен, испред лидера шампионата и пол освајача Шарла Леклера на другом и његовог сувозача Карлоса Саинза на трећем. Верстапен је поставио и најбржи круг.

## Позадина

### Шампионати пре трке
Шарл Леклер био је лидер у шампионату возача после четврте трке, Велике награде Емилије Ромање, са 86 бодова, 27 испред Макса Верстапена на другом месту и Серхија Переза на трећем, пет бодова мање од Верстапена. У шампионату конструктора, Ферари је предводио Ред бул за 11 поена, а Мерцедес за 47 поена.

### Учесници
Возачи и тимови су били исти као на листи за пријаву сезоне без додатних резервних возача за трку.

### Избор гума
Добављач гума Пирели донео је смеше за гуме Ц2, Ц3 и Ц4 (означене као тврде, средње и меке) за тимове да их користе на догађају.

## Тренинг
Одржане су три тренинга, сваки је трајао сат времена. Прва два тренинга одржана су у петак, 6. маја у 14:30 и 17:30 по локалном времену (УТЦ−04:00), а трећи тренинг је одржан у 13:00 7. маја. У првој сесији, Леклер је био најбржи испред Џорџа Расела и Верстапена, који је имао проблема са прегревањем. У другој сесији, Расел је поставио најбржи круг испред Леклера и Переза. У финалној сесији, Перез је био први, испред Леклера и Верстапена. Било је судара и црвене заставе на свакој сесији у првој сесији, Валтери Ботас се сударио у скретању 7, док су Карлос Саинз и Естебан Окон ударили у бетонску баријеру у 14. скретању у последње две сесије.

## Квалификације
Квалификације су одржане 7. маја у 16:00 по локалном времену и трајале су један сат.

### Квалификациони извештај
Леклер је предводио Саинза за локаут Ферарија у првом реду, Фераријев први од Велике награде Мексика 2019. Иза њих су били возачи Ред була, Верстапен и Перез, и Ботас из Алфа Ромеа.

### Квалификациона класификација
| Поз.   | Бр. | Возач            | Конструктор  | Квалификациона времена | Квалификациона времена | Квалификациона времена | Стартна позиција |
| Поз.   | Бр. | Возач            | Конструктор  | К1                     | К2                     | К3                     | Стартна позиција |
| ------ | --- | ---------------- | ------------ | ---------------------- | ---------------------- | ---------------------- | ---------------- |
| 1      | 16  | Шарл Леклер      | Ферари       | 1:29,474               | 1:29,130               | 1:28,796               | 1                |
| 2      | 55  | Карлос Саинз     | Ферари       | 1:30,079               | 1:29,729               | 1:28,986               | 2                |
| 3      | 1   | Макс Верстапен   | Ред бул      | 1:29,836               | 1:29,202               | 1:28,991               | 3                |
| 4      | 11  | Серхио Перез     | Ред бул      | 1:30,055               | 1:29,673               | 1:29,036               | 4                |
| 5      | 77  | Валтери Ботас    | Алфа Ромео   | 1:30,845               | 1:29,751               | 1:29,475               | 5                |
| 6      | 44  | Луис Хамилтон    | Мерцедес     | 1:30,388               | 1:29,797               | 1:29,625               | 6                |
| 7      | 10  | Пјер Гасли       | Алфа Таури   | 1:30,779               | 1:30,128               | 1:29,690               | 7                |
| 8      | 4   | Ландо Норис      | Макларен     | 1:30,761               | 1:29,634               | 1:29,750               | 8                |
| 9      | 22  | Јуки Цунода      | Алфа Таури   | 1:30,485               | 1:30,031               | 1:29,932               | 9                |
| 10     | 18  | Ланс Строл       | Астон Мартин | 1:30,441               | 1:29,996               | 1:30,676               | 10               |
| 11     | 14  | Фернандо Алонсо  | Алпин        | 1:30,407               | 1:30,160               | Н/Д                    | 11               |
| 12     | 63  | Џорџ Расел       | Мерцедес     | 1:30,490               | 1:30,173               | Н/Д                    | 12               |
| 13     | 5   | Себастијан Фетел | Астон Мартин | 1:30,677               | 1:30,214               | Н/Д                    | 13               |
| 14     | 3   | Данијел Рикардо  | Макларен     | 1:30,583               | 1:30,310               | Н/Д                    | 14               |
| 15     | 47  | Мик Шумахер      | Хас          | 1:30,645               | 1:30,423               | Н/Д                    | 15               |
| 16     | 20  | Кевин Магнусен   | Хас          | 1:30,975               | Н/Д                    | Н/Д                    | 16               |
| 17     | 24  | Џоу Гуанју       | Алфа Ромео   | 1:31,020               | Н/Д                    | Н/Д                    | 17               |
| 18     | 23  | Александер Албон | Вилијамс     | 1:31,266               | Н/Д                    | Н/Д                    | 18               |
| 19     | 6   | Николас Латифи   | Вилијамс     | 1:31,325               | Н/Д                    | Н/Д                    | 19               |
| —      | 31  | Естебан Окон     | Алпин        | Н/Д                    | Н/Д                    | Н/Д                    | 201              |
| Извор: |     |                  |              |                        |                        |                        |                  |

Напомена
- ^1  – Естебан Окон није учествовао у квалификацијама због незгоде на трећем тренингу. Дозвољено му је да се такмичи по нахођењу судија.[19]

## Трка
Трка је почела у 15:30 (УТЦ-4:00) 8. маја и трајала је 57 кругова.

### Извештај о трци
Строл и Фетел, који су се квалификовали као 10. и 13., почели су трку из пит лејна након проблема са температуром горива. У првој кривини на старту, Верстапен је претекао Саинза за друго место и приближио се Леклеру, кога је претекао за вођство у 9. кругу, пошто се Леклер мучио са гумама средњег састава. Трка је прекинута у 41. кругу пошто је Норисова задња десна гума ступила у контакт са Гаслијевом предњом левом, покренувши виртуелно сигурносно возило, а затим и безбедносно возило током пет кругова. Верстапен је био под притиском од Леклера при поновном старту и одбранио је своју позицију да однесе победу. У 52. кругу, Верстапенов сувозач Перез покушао је да претекне Саинза у првом кругу, али је направио грешку и проклизао је. Фетел и Шумахер су се сударили у 53. кругу, али ништа није предузето. Леклер и Саинз су завршили други, односно трећи, док је Перез, који је привремено имао проблема са мотором који су га коштали око 30 коњских снага, а Расел је био међу првих пет. После трке, Алонсо је добио две одвојене казне од пет секунди. Магнусен је имао два одвојена инцидента након поновног старта са Стролом, повлачећи се у последњем кругу, био је 16. пошто је прешао више од 90% трке.

### Тркачка класификација
| Поз.                                                        | Бр. | Возач            | Конструктор  | Кругова | Време/Разлика | Место | Поени |
| ----------------------------------------------------------- | --- | ---------------- | ------------ | ------- | ------------- | ----- | ----- |
| 1                                                           | 1   | Макс Верстапен   | Ред бул      | 57      | 1:34:24,258   | 3     | 261   |
| 2                                                           | 16  | Шарл Леклер      | Ферари       | 57      | +3,786        | 1     | 18    |
| 3                                                           | 55  | Карлос Саинз     | Ферари       | 57      | +8,229        | 2     | 15    |
| 4                                                           | 11  | Серхио Перез     | Ред бул      | 57      | +10,638       | 4     | 12    |
| 5                                                           | 63  | Џорџ Расел       | Мерцедес     | 57      | +18,582       | 12    | 10    |
| 6                                                           | 44  | Луис Хамилтон    | Мерцедес     | 57      | +21,368       | 6     | 8     |
| 7                                                           | 77  | Валтери Ботас    | Алфа Ромео   | 57      | +25,073       | 5     | 6     |
| 8                                                           | 31  | Естебан Окон     | Алпин        | 57      | +28,386       | 20    | 4     |
| 9                                                           | 23  | Александер Албон | Вилијамс     | 57      | +32,365       | 18    | 2     |
| 10                                                          | 18  | Ланс Строл       | Астон Мартин | 57      | +37,026       | ПЛ2   | 1     |
| 11                                                          | 14  | Фернандо Алонсо  | Алпин        | 57      | +37,1283      | 11    |       |
| 12                                                          | 22  | Јуки Цунода      | Алфа Таури   | 57      | +40,146       | 9     |       |
| 13                                                          | 3   | Данијел Рикардо  | Макларен     | 57      | +40,9024      | 14    |       |
| 14                                                          | 6   | Николас Латифи   | Вилијамс     | 57      | +49,936       | 19    |       |
| 15                                                          | 47  | Мик Шумахер      | Хас          | 57      | +1:13,305     | 15    |       |
| 165                                                         | 20  | Кевин Магнусен   | Хас          | 56      | Предње крило6 | 16    |       |
| 175                                                         | 5   | Себастијан Фетел | Астон Мартин | 54      | Судар         | ПЛ2   |       |
| Оду                                                         | 10  | Пјер Гасли       | Алфа Таури   | 45      | Суспензија    | 7     |       |
| Оду                                                         | 4   | Ландо Норис      | Макларен     | 39      | Судар         | 8     |       |
| Оду                                                         | 24  | Џоу Гуанју       | Алфа Ромео   | 6       | Цурења воде   | 17    |       |
| Најбржи круг: Макс Верстапен (Ред бул) – 1:31,361 (круг 54) |     |                  |              |         |               |       |       |
| Извор:                                                      |     |                  |              |         |               |       |       |

Напомена
- ^1  – Укључује један бод за најбржи круг.[29]
- ^2  – Ланс Строл и Себастијан Фетел су се квалификовали као 10. односно 13. али су трку почели из пит лејна пошто је гориво у њиховом аутомобилу било испод прописане минималне температуре. Њихова места на старту су остала упражњена.[30]
- ^3  – Фернандо Алонсо је завршио на 8. месту, али је добио две казне од пет секунди. Први због изазивања судара са Пјером Гаслијем, а други због напуштања стазе и стицања предности.[28]
- ^4  – Данијел Рикардо завршио је 11. али је добио пет секунди казне јер је напустио стазу и стекао предност.[28]
- ^5  – Кевин Магнусен и Себастијан Фетел су били класификовани пошто су прешли више од 90% трке.[28]
- ^6  – Кевин Магнусен је добио казну од пет секунди због изазивања судара са Лансом Стролом. На његову коначну позицију казна није утицао.[28]

## Поредак шампионата после трке
|  | Поз. | Возач          | Поени |
|  | ---- | -------------- | ----- |
|  | 1    | Шарл Леклер    | 104   |
|  | 2    | Макс Верстапен | 85    |
|  | 3    | Серхио Перез   | 66    |
|  | 4    | Џорџ Расел     | 59    |
|  | 5    | Карлос Саинз   | 53    |

|  | Поз. | Конструктор | Поени |
|  | ---- | ----------- | ----- |
|  | 1    | Ферари      | 157   |
|  | 2    | Ред бул     | 151   |
|  | 3    | Мерцедес    | 95    |
|  | 4    | Макларен    | 46    |
|  | 5    | Алфа Ромео  | 31    |

- Напомена: Само првих пет позиција су приказане на табели.